# 貫索增七
北冕座σ，又名BD+34 2750，HD 146361、SAO 65165、HR 6063，是北冕座的一颗恒星，视星等为5.64，位于銀經54.67，銀緯46.14，其B1900.0坐标为赤經16h 10m 55.9s，赤緯+34° 46.14′ 42″。